# Induktor
Induktor ili indukcijski svitak (razgovorno bobina - riječ je talijanskog podrijetla) je električni uređaj u kojem se primjenjuje elektromagnetska indukcija, posebno uređaj u kojem se iz niskonaponskog izvora istosmjerne struje ta struja prekidanjem pretvara u izmjeničnu, te transformatorom postiže visoki napon. Prekidač može biti mehanički, elektromehanički ili elektronički. Induktor s elektromagnetskim prekidačem bio je potkraj 19. stoljeća prvi izvor visokoga napona i koristio se za napajanje elektronske cijevi s razrijeđenim plinom, za elektroterapiju, te u prvim rendgenskim uređajima i radijskim odašiljačima. U njemu je primarna zavojnica istodobno i elektromagnet koji privlači kotvu, zbog čega se prekida strujni krug, a kotva se vraća u početni položaj i ponovno zatvara strujni krug. Pojava se ponavlja frekvencijom od nekoliko desetaka herca. Kako se na taj način sekundarna električna zavojnica nalazi u promjenljivome magnetskom polju, u njoj se inducira napon koji je onoliko puta viši koliko je veći broj zavoja sekundarne zavojnice prema primarnoj. Danas se induktor najviše primjenjuje za stvaranje električne iskre za paljenje goriva u benzinskim motorima. Primarni se strujni krug prekida sinkrono s radom motora. U starijim se motorima to postiže prekidanjem spojnih mjesta platinskih prekidača, a u suvremenijim motorima s elektroničkim paljenjem primarni se krug prekida elektronskim sinkroniziranim prekidačem.

## Objašnjenje
Induktor je jedna vrsta transformatora koji isprekidanu istosmjernu struju niskog napona pretvara u isprekidanu izmjeničnu struju visokog napona. Sastoji se od primarne i sekundarne zavojnice koje se nalaze jedna u drugoj. U primarnoj zavojnici, koja ima mali broj zavoja debele žice, nalazi se snop šipki od mekog željeza koje su premazane lakom radi izolacije da bi se smanjile vrtložne struje. Na primarnoj zavojnici izolirano je namotana sekundarna zavojnica koja ima mnogo zavoja tanke žice, a krajevi su spojeni s iskrištem. 
U primarnu zavojnicu dolazi električna struja iz baterije preko komutatora kojim se smjer primarne struje može mijenjati. Struja se prekida preko elektromagnetskog prekidača. Ispred željezne jezgre nalazi se na elastičnom peru kotva. Na tom je peru platinski kontakt koji stoji nasuprot platinskom kontaktu na jednom kovnom dršku. U normalnom stanju oba se platinska kontakta dodiruju. Čim ukopčamo struju, jezgra se magnetizira i privuče kotvu, te time prekine primarnu struju. Jezgra se na to demagnetizira, otpusti kotvu i ponovo se uspostavlja struja. Tako jedno za drugim ide spajanje i prekidanje. Pri svakom spajanju struje u primarnoj zavojnici inducira se u sekundarnoj zavojnici struja suprotnog smjera, a kod prekidanja struja istoga smjera s primarnom strujom. 
Veličina induciranog električnog napona u sekundarnoj zavojnici je to veća što je veći broj zavoja sekundarne zavojnice, te što je jača struja i veći broj prekida u primarnoj zavojnici. Kod svakog spajanja i prekidanja primarne struje, inducira se u sekundarnoj zavojnici visoki napon zbog koje preskače električna iskra. Međutim velika je razlika u visini sekundarnog napona koja se inducira pri spajanju primarne struje prema naponu induciranom kod prekida primarne struje. Pri spajanju primarna struja polagano raste zbog velike samoindukcije do svoje konačne jakosti. Zbog toga je ΔΦ/Δt razmjerno malen, pa je inducirani napon u sekundarnoj zavojnici malen. Prekid primarne struje je pak vrlo kratak, pa je ΔΦ/Δt mnogo veće, a suprotni inducirani napon u sekundarnoj zavojnici mnogo viši. To je u stvari taj visoki napon koji se upotrebljava. Međutim samoindukcija smeta i kod prekida primarne struje, jer zateže njeno nastajanje. Pri tom se na kontaktu stvara jaka iskra. Da se to spriječi, služi električni kondenzator. On se u trenutku prekida struje nabija i sprečava stvaranje iskre. 
Na svojstvu induktora osniva se takozvano baterijsko paljenje kod motora s unutarnjim izgaranjem (naziva se i bobina). Induciona zavojnica sastoji se od primarne i sekundarne zavojnice. Jedan kraj sekundarne zavojnice spojen je s primarnom zavojnicom. Kroz primarnu zavojnicu prolazi struja od pozitivnog pola akumulatorske baterije preko prekidača na negativni pol. Kad se primarna struja prekine zakretom kutne poluge, inducira se u sekundarnoj zavojnici visoki napon oko 15 000 V, pa između elektroda svjećice preskoči električna iskra, a sekundarni krug se zatvara preko mase (uzemljenje).